# Шарани
 Тази статия е за рода риби.  За селото в Северна България вижте Шарани (село).  
Шараните (Cyprinus) са род едри сладководни риби от семейство шаранови (Cyprinidae). В България, когато не се пояснява, шаран обозначава европейския вид див шаран (Cyprinus carpio) и неговите култивирани варианти.

## Видове
- Cyprinus acutidorsalis
- Cyprinus barbatus
- Шаран (Cyprinus carpio)
- Cyprinus daliensis
- Cyprinus ilishaestomus
- Cyprinus intha
- Cyprinus longipectoralis
- Cyprinus mahuensis
- Cyprinus megalophthalmus
- Cyprinus micristius
- Cyprinus multitaeniata
- Cyprinus pellegrini
- Cyprinus rubrofuscus
- Cyprinus yilongensis
- Cyprinus yunnanensis